# Josip Jurendić
Josip Jurendić (Slavonski Brod, 26 aprile 1987) è un calciatore croato, difensore dell'Uskok Klis.

## Palmarès

### Competizioni nazionali
- Druga hrvatska nogometna liga: 1

NK Zagabria: 2013-2014